# Andrij Komarycki
Andrij Andrijowycz Komarycki, ukr. Андрій Андрійович Комарицький (ur. 2 lutego 1982 w Ługańsku) – ukraiński piłkarz, grający na pozycji bramkarza.

## Kariera piłkarska

### Kariera klubowa
Wychowanek LWUFK Ługańsk, barwy którego bronił w juniorskich mistrzostwach Ukrainy (DJuFL). Karierę piłkarską rozpoczął w 2000 roku w drużynie z Ałczewska, z którą wywalczył awans do pierwszej ligi. Swój debiut w drugiej lidze zaliczył dopiero w sezonie 2002/2003. W składzie Stali 12 lipca 2005 rozegrał pierwszy mecz w Wyższej lidze. Zimą 2007 przeniósł się do Zorii Ługańsk, klubu, który raz w swojej historii zdobył mistrzostwo ZSRR. Pół roku występował na zasadach wypożyczenia, a latem klub wykupił transfer piłkarza. Kiedy latem 2009 do klubu przyszedł Ihor Szuchowcew stracił miejsce w podstawowego jedenastce, dlatego podczas przerwy zimowej 2009/2010 przeszedł do Arsenału Kijów. Jednak nie zagrał żadnego meczu i na początku września 2011 powrócił do Stali Ałczewsk.